# Scrophularia oblongifolia
Scrophularia oblongifolia är en flenörtsväxtart som beskrevs av Jean Loiseleur-Deslongchamps. Scrophularia oblongifolia ingår i släktet flenörter, och familjen flenörtsväxter. Inga underarter finns listade i Catalogue of Life.